# Gold & Grey
Gold & Grey è il quinto album in studio del gruppo musicale statunitense Baroness, pubblicato nel 2019.

## Tracce
1. Front Toward Enemy – 3:44
2. I'm Already Gone – 3:50
3. Seasons – 4:26
4. Sevens (instrumental) – 2:05
5. Tourniquet – 5:45
6. Anchor's Lament (instrumental) – 1:39
7. Throw Me an Anchor – 4:00
8. I'd Do Anything – 4:10
9. Blankets of Ash (instrumental) – 1:04
10. Emmett – Radiating Light – 4:12
11. Cold-Blooded Angels – 5:38
12. Crooked Mile (instrumental) – 0:41
13. Broken Halo – 4:24
14. Can Oscura (instrumental) – 2:01
15. Borderlines – 6:17
16. Assault on East Falls (instrumental) – 2:19
17. Pale Sun – 4:14

## Formazione
- John Dyer Baizley – voce, cori, chitarra, percussioni, piano
- Gina Gleason – chitarra, cori
- Nick Jost – basso, sintetizzatore, tastiera
- Sebastian Thomson – batteria